# Marco Tagliatti
Marco Tagliatti (ur. 22 stycznia 1975 w Codigoro) – włoski siatkarz, występujący obecnie w Serie A, w drużynie Pallavolo Modena. Gra na pozycji środkowego. Mierzy 200 cm.

## Kariera
- 1993–1995  Daytona Modena
- 1995–1996  Castelli Mantova
- 1996–1997  Artic Collbordolo
- 1997–1998  Everap Silvolley
- 1998–2002  Casa Modena
- 2002–2003  Conad Volley Forli
- 2003–2004  Samia Schio
- 2004–2006  Copra Genova
- 2006-  Cimone Modena

## Sukcesy
- Mistrzostwo Włoch: 1995, 2002
- Puchar Włoch: 1994, 1995